# Uppatasantipagode
De Uppatasantipagode (Birmaans: ဥပ္ပါတသန္တိစေတီတော်, officieel: ဥပ္ပါတသန္တိစေတီတော်မြတ်ကြီး, uitgesproken als: [ʔoʊʔpàta̰ θàɴdḭ zèdìdɔ̀], ook wel de Vredespagode genoemd) is een bekende bezienswaardigheid in de Birmaanse hoofdstad Naypyidaw.
De pagode huist een tand als relikwie. Het is vrijwel een evengrote replica van de Schwedagonpagode in Yangon en is 99 m hoog.